# ポーラン・リヴァ
ポーラン・リヴァ（Paulin Riva、1994年4月20日 - ）は、フランスのラグビー選手。

## プロフィール
- フランスポントワーズ出身[1]。
- ポジションはセンター(CTB)。
- 身長 185cm、体重 92kg
- U20フランス代表に選ばれたことがある[2]。

## 略歴
RCオーシュ、ボルドーを経て、2016年、ソヨー・アングレームXVシャラントに加入。
2024年、2024パリ五輪の7人制フランス代表の主将を務めて金メダル獲得。